# Josef Sigmund Ebersberg

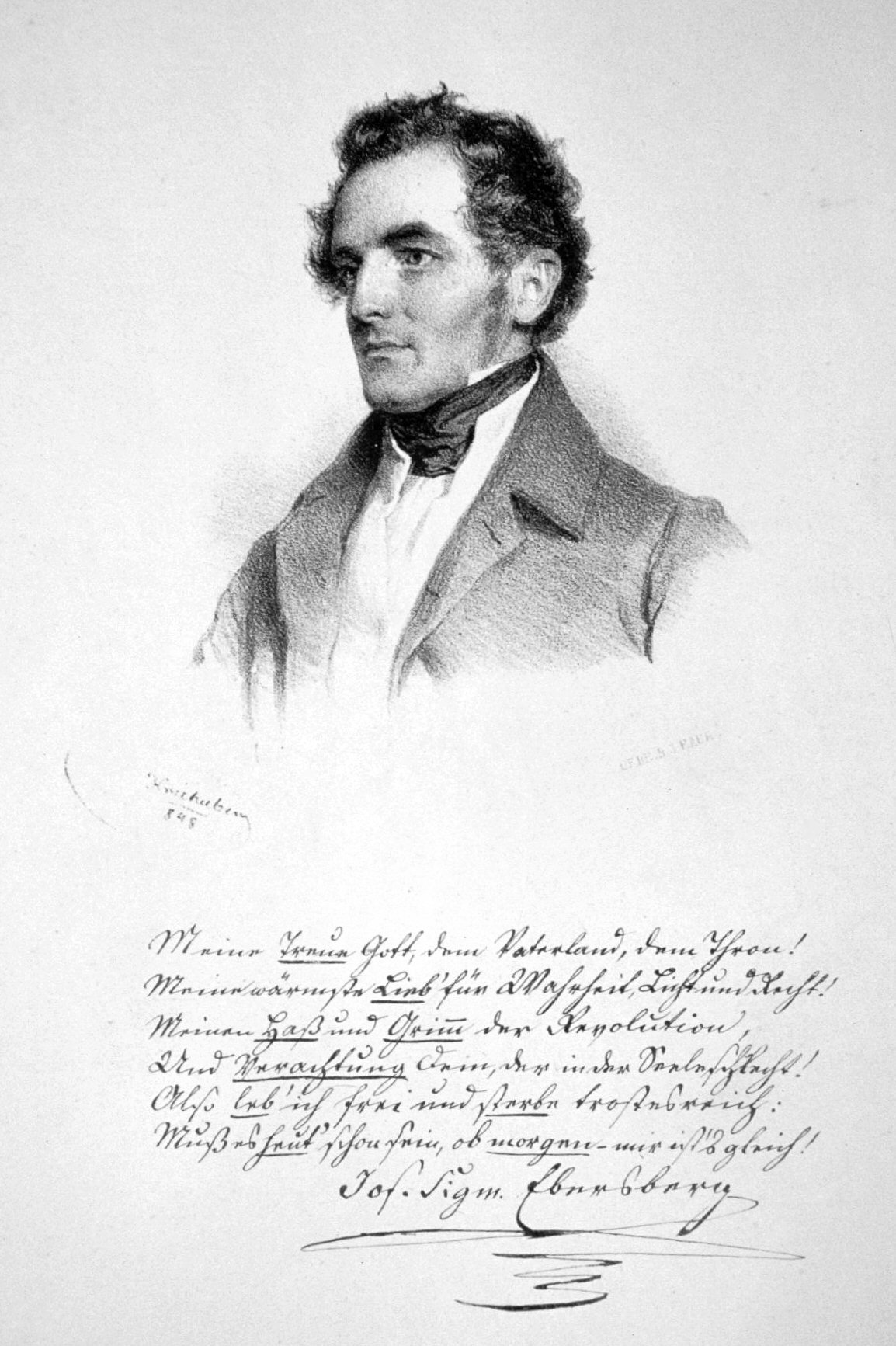
Josef Sigmund Ebersberg, Lithographie von Josef Kriehuber, 1848

Josef Sigmund Ebersberg (auch Joseph Sigismund Ebersberg; * 22. März 1799 in Steinabrunn, Niederösterreich; † 27. Oktober 1854 in Hernals bei Wien) war ein österreichischer Schriftsteller und Journalist.

## Leben
Josef Sigmund Ebersberg war der Sohn des Ökonomieverwalters Franz Ebersperger und dessen Ehefrau Josepha Dünkel. Mit 17 Jahren begann Ebersberg an der Universität Wien Jura und Philosophie zu studieren. Nach erfolgreicher Beendigung seines Studiums verdiente sich Ebersberg seinen Lebensunterhalt als Hauslehrer bei verschiedenen adeligen Familien.
Als solcher, wie auch später, gab er eine Reihe Jugendschriften belehrenden und erzählenden Inhalts heraus und gründete 1824 die  Feierstunden, eine Zeitschrift für die Jugend, die er 1831 in den lange Zeit einflussreichen Österreichischen Zuschauer umgestaltete.
1830 heiratete Ebersberg Marie Nádory, eine Tochter des Hofrats Joseph von Nádory. Mit ihr hatte er zwei Söhne: den Schriftsteller Ottokar Franz Ebersberg und den Offizier Karl Julius Ebersberg.
Das Jahr 1848 fand den mittlerweile Konsistorialrat gewordenen Mann unter seinen erbittertsten Gegnern. Der Zuschauer wurde politisch, brachte Politische Fabeln, welche sich durch starke satirische Angriffe hervortaten und das Blatt endlich unmöglich machten. In der nachfolgenden Reaktionszeit (1853) erhielt Ebersberg dafür das Goldene Verdienstkreuz mit der Krone.
Im Alter von 55 Jahren starb Josef Sigmund Ebersberg am 27. Oktober 1854 in Hernals bei Wien.

## Werke
- Der Mensch als Schöpfer und Zerstörer seines Glückes (Wien 1831)
- Das Buch vom guten und geselligen Tone (Wien 1834)
- Erzählungen für meine Söhne (Wien 1835, 8 Bde.)